# Federica Lombardi
Federica Lombardi (Cesena, 19 aprile 1989) è un soprano italiano.

## Biografia
Nata a Cesena, Lombardi ha studiato all'Istituto Musicale Angelo Masini di Forlì, con Catina Florio. Nel 2015 ha partecipato al progetto Young Singers del Festival di Salisburgo . Ha fatto il suo debutto alla Scala di Milano nel ruolo del titolo di Anna Bolena di Donizetti nel 2017. Alla Scala ha anche cantato Musetta ne La bohème e nel 2019 è apparsa lì come Elettra nell'Idomeneo di Mozart. Tra le altre interpretazioni, ha cantato i ruoli di Micaëla in Carmen e della Contessa in Le nozze di Figaro alla Deutsche Oper di Berlino, Fiordiligi in Così fan tutte alla Bavarian State Opera di Monaco, il ruolo di Donna Elvira in Don Giovanni al Teatro di Vienna Opera di Stato e il ruolo di Donna Anna nella stessa opera al Teatro Comunale di Bologna . Lombardi ha debuttato al Metropolitan Opera di New York come Donna Elvira nel 2019.
Ha anche cantato alla Royal Opera House (debutto nel 2022 come Contessa in Le nozze di Figaro), Teatro Real, Teatro dell'Opera di Roma, Opéra national de Lorraine, Teatro Comunale di Bologna, Teatro Regio di Torino, Lyric Opera di Chicago, Opera di Stato di Berlino, Opera di Stato di Amburgo, Staatsoper di Stoccarda e Opera di Colonia .
Si è esibita in diretta tv come solista al Concerto di capodanno 2023 al Teatro La Fenice di Venezia trasmesso dalla Rai.

## Registrazioni
- Giuseppe Verdi: Otello con Federica Lombardi come Desdemona, Jonas Kaufmann come Otello, Carlos Álvarez come Iago, l'Orchestra dell'Accademia Nazionale di Santa Cecilia diretta da Antonio Pappano . 2 CD (registrazione in studio), Sony Cat:19439707932. Rilasciato 2020.